# Charles Asampong Taylor
Kweku Charles Bismark Taylor Asampong (14 de julho de 1981) é um futebolista profissional ganês que atua como atacante.

## Carreira
Charles Asampong Taylor representou a Seleção Ganesa de Futebol nas Olimpíadas de 2004.